# ناتالی ویلیامز
ناتالی ویلیامز (انگلیسی: Natalie Williams؛ زادهٔ ۳۰ نوامبر ۱۹۷۰) بازیکن بسکتبال اهل ایالات متحده آمریکا بود.
وی در مسابقات کشوری و بین‌المللی در مجموع برندهٔ ۴ مدال طلا شده‌است.